# 廣南（集團）
廣南（集團）有限公司（Guangnan（Holdings） Limited，港交所：1203、OTCBB：GUGHY
），是中國大陸資本的公司，又是香港上市公司，於1982年3月12日成立，並於1994年12月9日在香港聯合交易所掛牌上市。廣南的控股公司為粤海控股集團有限公司（廣東省窗口公司）。
廣南集團為一間投資控股公司，附屬的子公司主要從事製造及銷售馬口鐵及相關產品、工業物業的發展及租賃、鮮活商品代理及食品貿易。

## 廣南行
「廣南行有限公司」為「廣南集團」的全資附屬公司，是原外經貿部和廣東省人民政府授權經營廣東省供港鮮活商品唯一的代理商，代理的品種有雞、豬、牛等 ，同時亦從事銷售冰鮮家禽、冰鮮豬肉、凍家禽及大米等食品貿易。在2007年中，廣南行更負責大陸生豬供應香港事宜。

## 中粵馬口鐵公司
「廣南集團」持有95%權益的「中山中粵馬口鐵工業有限公司」，專業生產、經營馬口鐵系列產品鍍錫板、鍍鉻板及相關產品。 馬口鐵是食品包裝用物料，例如午餐肉罐頭，奶粉、曲奇餅鐵罐之用物料等。

## 山海實業公司
「中山山海實業有限公司」位於廣東省中山市火炬高新技術產業開發區，公司主營物業出租，擁有廠房、商鋪、宿舍、招待所、綜合樓等物業共160,000平方米。

## 廣南案
該案所涉款項高達20億元，成為香港中資公司最大的一起詐騙案，而且案件幾乎牽涉集團整個管理層以及全國政協委員、影視名人等。 
广南案可追溯至1998年11月。当时由广东省委任的粤企财务顾问高盛首先发现广南帐目有问题，翌年初广南宣截至1998年底负债达30亿元，资不抵债13亿元。廉署接获贪污投诉後展开调查，发现广南集团私下协助内地公司申请信用状，内地公司赖帐而出现危机，其後集团中人为保帐面利益，不惜伪造文件，向多间银行申请信用状以瞒骗核数师，涉及数额最少18亿元。

## 相關
- 香港生豬

## 外部連結
- 廣南（集團）有限公司 （页面存档备份，存于）